# Chalkocyanit
Chalkocyanit ist ein selten vorkommendes Mineral aus der Mineralklasse der „Sulfate (einschließlich Selenate, Tellurate, Chromate, Molybdate und Wolframate)“ mit der chemischen Zusammensetzung Cu[SO4] und damit chemisch gesehen wasserfreies Kupfersulfat.
Chalkocyanit kristallisiert im orthorhombischen Kristallsystem und entwickelt tafelige, nach der c-Achse [001] leicht gestreckte Kristalle von einigen Millimetern Länge. Typischerweise findet sich Chalkocyanit aber in Form von krustigen Überzügen unter anderem durch Dehydratisierung von Chalkanthit.
In reiner Form ist Chalkocyanit farblos und durchsichtig. Durch vielfache Lichtbrechung aufgrund von Gitterfehlern oder polykristalliner Ausbildung kann er aber auch durchscheinend weiß sein. Aufgrund seiner starken hygroskopischen Eigenschaften nimmt Chalkocyanit bei Kontakt mit feuchter Umgebungsluft durch Wasseraufnahme schnell eine bläuliche Farbe an und wandelt sich in Chalkanthit um. Er kann durch Kontakt mit glycerinhaltigen Stoffen aber auch eine grünliche und durch Fremdbeimengungen eine gelbliche oder bräunliche Farbe annehmen.

## Etymologie und Geschichte
Erstmals entdeckt wurde das Mineral im Oktober 1868 am italienischen Vulkan Vesuv. Die Analyse und Erstbeschreibung erfolgte durch Arcangelo Scacchi, der das neue Mineral nach der italienischen Bezeichnung für Hydrocyanit (auch Hydrokyanit) als Idrociano bezeichnete. Der Name stammt von den altgriechischen Wörtern ὕδωρ [hydōr] für ‚Wasser‘ und κυανός [kyanos] für ‚blau‘. Als chemische Zusammensetzung gibt Scacchi bereits die bis heute gültige Formel an, allerdings in der Oxidform CuO,SO3.
Im 1951 erschienenen und von Harry Berman, Charles Palache und Clifford Frondel überarbeiteten 2. Band des Werks System of Mineralogy von James Dwight Dana wurde die Bezeichnung Hydrocyanit für eine wasserlose Substanz beanstandet und zurückgewiesen. Stattdessen erhielt das Mineral den Namen Chalkocyanit (englisch: Chalcocyanite), dessen erster Wortteil vom altgriechischen Wort χαλκός [chalkos] für ‚Kupfer‘ abstammt und sich enger an die chemische Zusammensetzung anlehnt. Diese Bezeichnung wurde 1952 bei der Publikation der New Mineral Names im Fachmagazin American Mineralogist sowie in nachfolgenden Fachpublikationen übernommen und allgemein anerkannt.
Da Chalkocyanit bereits lange vor der Gründung der International Mineralogical Association (IMA) bekannt und als eigenständige Mineralart anerkannt war, wurde dies von ihrer Commission on New Minerals, Nomenclature and Classification (CNMNC) übernommen und bezeichnet Chalkocyanit als sogenanntes grandfathered Mineral. 1987 wurde zudem der vom Erstbeschreiber vergebene Name Hydrocyanit endgültig diskreditiert.

## Klassifikation
In der veralteten 8. Auflage der Mineralsystematik nach Strunz gehörte der Chalkocyanit zur Mineralklasse der „Sulfate, Chromate, Molybdate und Wolframate“ und dort zur Abteilung der „Wasserfreie Sulfate ohne fremde Anionen“ (Mit mittelgroßen Kationen), wo er als Namensgeber die „Chalkocyanit-Reihe“ mit der System-Nr. VI/A.01 mit dem weiteren Mitglied Zinkosit bildete.
Im Lapis-Mineralienverzeichnis nach Stefan Weiß, das sich aus Rücksicht auf private Sammler und institutionelle Sammlungen noch nach dieser alten Form der Systematik von Karl Hugo Strunz richtet, erhielt das Mineral die System- und Mineral-Nr. VI/A.01-10. In der „Lapis-Systematik“ entspricht dies ebenfalls der Abteilung „Wasserfreie Sulfate [SO4]2−, ohne fremde Anionen“, wobei in den Gruppen VI/A.01 bis 02 die Verbindungen mit mittelgroßen Kationen eingeordnet sind. Chalkocyanit bildet hier zusammen mit Dravertit, Hermannjahnit, Saranchinait und Zinkosit eine eigenständige, aber unbenannte Gruppe (Stand 2018).
Die seit 2001 gültige und von der International Mineralogical Association (IMA) zuletzt 2009 aktualisierte 9. Auflage der Strunz’schen Mineralsystematik ordnet den Chalkocyanit in die erweiterte Klasse der „Sulfate (Selenate, Tellurate, Chromate, Molybdate und Wolframate)“, dort aber ebenfalls in die Abteilung der „Sulfate (Selenate usw.) ohne zusätzliche Anionen, ohne H2O“ ein. Diese ist allerdings weiter unterteilt nach der relativen Größe der beteiligten Kationen, so dass das Mineral entsprechend seiner Zusammensetzung in der Unterabteilung „Mit mittelgroßen Kationen“ zu finden ist, wo es zusammen mit dem 2019 diskreditierten Ferrotellurit und Zinkosit die „Chalkocyanitgruppe“ mit der System-Nr. 7.AB.10 bildet.
Auch die vorwiegend im englischen Sprachraum gebräuchliche Systematik der Minerale nach Dana ordnet den Chalkocyanit in die Klasse der „Sulfate, Chromate und Molybdate“ (einschließlich Selenate, Tellurate, Selenite, Tellurite und Sulfite) und dort in die Abteilung der „Sulfate“ ein. Hier ist er als einziges Mitglied in der unbenannten Gruppe 28.03.03 innerhalb der Unterabteilung „Wasserfreie Säuren und Sulfate (A2+)XO4“ zu finden.

## Chemismus
In der (theoretisch) idealen, das heißt stoffreinen Zusammensetzung von Chalkocyanit (Cu[SO4]) besteht das Mineral aus einem Kupfer-Kation (Cu2+) und einem Sulfat-Anion ([SO4]2−), das wiederum aus einem Schwefel- und vier Sauerstoffatomen besteht. Dies entspricht einem Massenanteil (Gewichts-%) der Elemente von 39,81 Gew.% Cu, 20,09 Gew.% S und 40,10 Gew.% O oder in der Oxidform von 49,84 Gew.% CuO und 50,16 Gew.% SO3.
Die Analyse des Typmaterials vom Vesuv ergab nur eine leicht abweichende Zusammensetzung von 49,47 Gew.% CuO und 50,13 Gew.% SO3 bei einem Glühverlust von 0,40 Gew.%.

## Kristallstruktur
Chalkocyanit kristallisiert in der orthorhombischen Raumgruppe Pnma (Raumgruppen-Nr. 62) mit den Gitterparametern a = 8,41 Å; b = 6,71 Å und c = 4,83 Å sowie vier Formeleinheiten pro Elementarzelle.

## Bildung und Fundorte
Chalkocyanit bildet sich als Sublimationsprodukt aus vulkanischen Gasen an Fumarolen. An seiner Typlokalität am Vesuv trat das Mineral in Paragenese mit Dolerophanit, Eriochalcit, Euchlorin und Melanothallit auf. Am Vulkan kamen als weitere Begleitminerale noch Bannermanit, Chalkanthit, Shcherbinait, Stoiberit und Ziesit hinzu und am Tolbatschik auf der russischen Halbinsel Kamtschatka noch Cotunnit, Fedotovit, Piypit, Ponomarevit, Sophiit und Tenorit.
Als seltene Mineralbildung konnte Chalkocyanit nur an wenigen Orten nachgewiesen werden, wobei bisher weltweit rund 20 Fundstätten dokumentiert sind (Stand 2020). Außer an den Fumarolen des Vesuvs am Golf von Neapel fand sich das Mineral in Italien nur noch in einer Goldmine mit Gneis, metamorphen Kalkschiefern und Quarzadern mit eingelagerten verschiedenen Sulfiden bei Brusson im Aostatal an der Grenze zum Schweizer Kanton Wallis.
In Deutschland konnte Chalkocyanit bisher nur auf einer Schlackenhalde in dem zum Bergbaurevier Sankt Andreasberg gehörenden Siebertal und einer Schlackefundstelle nahe der Großen Romke im Okertal in Niedersachsen sowie auf der Absetzerhalde „Lichtenberg“ bei Ronneburg im thüringischen Landkreis Greiz gefunden werden.
Weitere Fundorte liegen unter anderem in Bulgarien, der Demokratischen Republik Kongo, El Salvador, Indonesien und im US-Bundesstaat Nevada.

## Vorsichtsmaßnahmen
Chalkocyanit bzw. die chemische Substanz Kupfersulfat ist giftig und kann zu Verätzungen der Schleimhäute, starkem Erbrechen, blutiger Diarrhoe, Schock, Hämolyse und Hämoglobinurie führen.